# 丹斯克銀行 (北愛爾蘭)
丹斯克銀行（Danske Bank），舊稱北方銀行（Northern Bank），是北愛爾蘭的一家商業銀行。北方銀行是愛爾蘭歷史最悠久的銀行之一。

## 历史
創建於1809年，也是愛爾蘭四大銀行之一。2012年，北方銀行改以其母公司丹斯克銀行為名。丹斯克銀行在北愛爾蘭有46家分行，是北愛爾蘭最大銀行之一。丹斯克銀行也是北愛爾蘭四家發鈔銀行之一。

## 外部連結
- 官方网站
- . The Association of Commercial Banknote Issuers.   [2013-11-30]. （原始内容存档于2017-10-28）.